# Buganda (Cibitoke)
Buganda es una comuna de la provincia de Cibitoke en Burundi. En agosto de 2008 tenía una población censada de 69 045 habitantes.
Se encuentra ubicada al noroeste del país, cerca del río Ruzizi, y de la frontera con República Democrática del Congo y Ruanda. 